# Aristizza Romanescu
Aristizza Romanescu, född 1854, död 1918, var en rumänsk skådespelare, aktiv 1872-1918.